# غابتساك (داغستان)
غابتساك (بالروسية: Гапцах) هي مدينة في جمهورية داغستان في روسيا. ويبلغ عدد سكانها حوالي 3411 نسمة.